# Erich Dorn
Erich Dorn (* 6. Februar 1907 in Berlin; † 1987) war ein deutscher Radsportler.

## Sportliche Laufbahn
Dorn war im Straßenradsport und im Bahnradsport aktiv. Er wurde als Sohn eines Berliner „Budikers“ (Kneipenbesitzer) geboren. Mit 15 Jahren schloss er sich dem RC Endspurt Neukölln 1911 an, nachdem ihm sein Vater ein Rennrad finanziert hatte. Dorn war rund 25 Jahre lang als Radsportler aktiv und errang in dieser Zeit mehr als 500 Siege auf der Bahn und in Straßenrennen. Als Junior und Amateur war er Mitglied der Deutschen Radfahrer Union (DRU), die 1920 aus der Allgemeinen Radfahrer-Union (ARU) entstanden war. Er gewann die Deutsche Meisterschaft der DRU über 10.000 Meter und zweimal im Sprint. Er wurde 1928 Berufsfahrer und gewann Anfang der 1930er Jahre auch einige Straßenrennen wie Rund um Hannover oder Rund um den Deister. Als Profi gewann er u. a. auch die Stehermeisterschaft von Polen. Peloton wurde er „Mudicke“ gerufen. 1939 trat er zunächst vom Radsport zurück, startete einige Zeit später jedoch wieder als Amateur. Nach dem Zweiten Weltkrieg und nachfolgender Kriegsgefangenschaft löste er 1946 eine Lizenz als Berufsfahrer und bestritt fast nur noch Bahnrennen, vorrangig im Zweier-Mannschaftsfahren mit seinem damaligen Standardpartner Erich Golz. Sein wohl größter Erfolg war der Sieg beim Berliner Sechstagerennen im November 1929 mit Erich Maczynski. Zunächst waren beide gar nicht für einen Start vorgesehen, rutschten aber als Nachrücker noch ins Starterfeld und waren krasse Außenseiter. Sie gewannen das Rennen schließlich deutlich mit vier Runden Vorsprung. Insgesamt nahm er an 32 Sechstagerennen teil (davon sechsmal in seiner Heimatstadt Berlin), vier davon bestritt er in den USA. 1950 beendete er seine Karriere.

## Berufliches
Von Beruf war Erich Dorn Zeitungsfahrer.